# Unenaltic I
Unenaltic I es una localidad del municipio de Larráinzar ubicado en la región de Los Altos del estado mexicano de Chiapas.

## Geografía
La localidad de Unenaltic I se sitúa en las coordenadas geográficas 16°56′36″N 92°45′29″O / 16.943333, -92.758056, a una elevación de 1,643 metros sobre el nivel del mar.

## Demografía
Según el Censo de Población y Vivienda 2020, efectuado por el Instituto Nacional de Estadística y Geografía, la localidad de Unenaltic I tiene 264 habitantes, de los cuales 125 son del sexo masculino y 139 del sexo femenino. Su tasa de fecundidad es de 2.73 hijos por mujer y tiene 47 viviendas particulares habitadas.
| Gráfica de evolución demográfica de Unenaltic I entre 2005 y 2020 |
|                                                                   |
| INEGI.                                                            |